# 下小山田町 (多摩市)
下小山田町（しもおやまだまち）は、東京都多摩市の旧地名。1973年（昭和48年）12月1日に東京都町田市下小山田町より分離編入され、1983年（昭和58年）2月1日の南野二・三丁目への編入によって消滅した。町田市下小山田町、及び編入前の詳細については下小山田町 (町田市)を参照のこと。

## 地理
1973年に多摩市に編入されるまでは、町田市下小山田町の一部であった。編入後は多摩市下小山田町となった。

## 歴史
1973年（昭和48年）12月1日に町田市と多摩市は多摩ニュータウン区域界を境に境界変更。この時、町田市小野路町、上小山田町および下小山田町の一部が多摩市に編入され、また多摩市落合の一部が町田市に編入となった。多摩市に編入になった下小山田町の一部は、多摩市下小山田町となる。その後、多摩ニュータウン建設による町名整理で、落合五丁目、鶴牧四～五丁目、南野三丁目のそれぞれ一部となった。現在多摩市鶴牧四丁目にある奈良原公園は下小山田町の小字奈良原に因んでいる。

### 沿革
- 1980年（昭和55年）9月1日 下小山田町の一部を含む落合五丁目、鶴牧四、五丁目を新設。
  - 落合は大字乞田、落合、小野路町、下小山田町のそれぞれ一部より新設。
  - 鶴牧は大字落合、小野路町、下小山田町のそれぞれ一部より新設。
- 1983年（昭和58年）2月1日 下小山田町の一部を南野三丁目に編入。